# 프랭키와 친구들
《프랭키와 친구들》은 대한민국의 리퀴드 브레인 스튜디오가 만든 텔레비전 애니메이션이다.

## 방영 일시
| 방영 채널 | 방영 기간                         | 방영 시간              | 비고  |
| --------- | --------------------------------- | ---------------------- | ----- |
| KBS 2TV   | 2012년 5월 29일 ~ 2013년 1월 29일 | 화 오후 5시 ~ 5시 30분 |       |
| KBS 1TV   | 2012년 9월 29일 ~ 2012년 12월 8일 | 토 오후 2시 30분 ~ 3시 | [ 1 ] |

## 등장 인물
- 프랭키(성우: 안영미)

본 작품의 남주인공인 먹보 꼬마곰. 도깨비들과 한 집에서 같이 살고 있다. 도깨비들과 농사나 채집, 친구들을 만나면서 음식이나 재료를 얻고 그것들을 바탕으로 한 요리를 먹는 것을 낙으로 삼고 있다. 적극적이고 밝은 성격이긴 하나 어린아이라서 잘 삐지고 식욕이 강해 사고를 치곤 한다.
- 뚜(성우: 이소은)

황토 빛 대지를 상징하는 도깨비, 무엇이든 작게 만드는 도깨비 방망이의 주인이다. 총명하고 적극적이라서 프랭키와 다른 도깨비들을 이끌어가며, 주로 요리를 담당한다. 자신의 지식과 요리 솜씨에 자부심이 강하며 프랭키와 다른 도깨비들에게는 주부, 엄마같은 이미지.
- 쿠앙(성우: 김민정)

파란 물을 상징하는 도깨비. 무엇이든 넣을 수 있는 도깨비 방망이의 주인이다. 먹는 것에 약하며 어리기 때문에 자기주장이 강하고 잘 토라지고 자신도 모르게 사고를 치지만 따뜻한 마음을 가지고 있다. 말을 반복하는 버릇이 있다. 프랭키와 친하며 먹을 것과 작중 허수아비 동화에 나오는 허수아비를 좋아한다.
- 퐁(성우: 이소은)

푸른 식물을 상징하는 도깨비. 아기 수준으로 매우 어리다. 옹알이로 대화하며, 식욕이 매우 강한 대식가. 그림을 그리면 그 그린 사물이 실제로 하루동안 살아 움직이는 능력을 가지고 있다.
- 피노키오(성우: 김민정)

손재주가 좋으며 양치기 일을 한다. 코는 피리이며, 거짓말을 하면 코가 자라난다. 치즈를 만들어 먹기를 좋아하며, 프랭키와 친구들에게 선풍기나 안경같은 물건을 만들어 주기도 한다.
- 손오공

〈손오공과 솜사탕〉편에서 처음 등장하며 서커스가 보고 싶어편에서 프랭키의 초청을 동키 서커스단에게 전해주는 역할로 뚜가 만들어준 김밥을 동키 서커스단에게 맛보게 해주어 동키 서커스단이 찾아오게 하는데 일등공신이 된다.
- 포순이 아줌마

〈빨간 콩의 습격〉편에서 등장하는 무당벌래 아줌마. 작중 작아진 프랭키와 친구들을 벌레들에게서 보호한다.
- 빅풋

〈딸기가 없어졌어요〉편에서 처음 등장하는 곰, 순박하고 착하다. 덩치가 커서 키가 작은 프랭키가 부러워하는 대상.
- 신데렐라

왕궁에 아몬드를 납품하는 심부름을 하다가 프랭키와 친구들의 도움을 받은 후, 왕자와 결혼하게 된다. 외모에 대한 자부심과 새침한 성격이 강하며, 프랭키와 친구들에게 피부에 좋은 걸 알아오면 별똥별을 보여주겠다고 제안하기도 하지만 미사와 비슷하게 생겼다.
- 페르난도

프랭키네 집 주변에서 살고있는 수탉.
- 브라우니

청소를 전문으로 하는 요정. 한번 찾아왔을 때 뚜는 집에 있어주기를 희망하지만 다른 도깨비들의 실수로 실망하곤 나가버린다.
- 미사

만년동안 눈이 내린다는 쌓인 만년설산에 있는 혼자만의 성에서 눈을 만드는 신비스러운 소녀이며, 눈의 소녀 라는 사실에 자부심과 새침함을 들어낸다. 프랭키와 쿠앙, 퐁이 찾아와서 호빵을 나눠먹으며 친분/친구을 쌓고, 만년설산을 나가본 적이 없어서 프랭키와 쿠앙의 귤과 파인애플 이야기를 이해하지 못하고 친구가 되어 주지만 신데렐라와 비슷하게 생겼다.
- 리자(성우: 최승훈)

## 제작진
프리 프로덕션(기획)
- 기획: 이순주, 박정오
- 총감독: 박정오
- 프로듀서: 박정위
- 시나리오: 곽현하, 김미영, 김현중, 오동욱, 이창진, 윤병협, 김용수, 이충복
- 스토리보드: 박하얀, 전수민
- 미술 감독: 오동욱
- 캐릭터 디자인: 곽현하
- 배경 디자인: 김현중, 전수민
- 기술 감독: 이승제
- 제작 진행: 김미영, 김형모, 김대연, 박이수

사업
- 라이선싱·마케팅: 안만진, 에이알아이
- 제품 디자인: 박진

메인 프로덕션(3D 애니메이션)
- 리깅: 조준식, 김재락
- 맵핑·텍스처링: 김현중, 유주희, 박꽃송이
- 모델링: 김재락, 이진우, 양기석, 조준식, 전대환, 김지수, 박동준, 김도영, 유슬기
- 애니메이션: 조준식, 박인철, 김나영, 장현주, 조현주
- 수퍼바이저: 송상우
- 영상 편집: 박금정
- 렌더링: 김재락, 우성욱
- 제작 협력: 중국 지합애니메이션, 중국 광음GE애니메이션

포스트 프로덕션(음악·음향)
- 음악 감독: 구자완
- 음향 효과·믹싱: 포시즌 스튜디오, 허필원
- 학술 자문: 장인석, 김귀영, 박현숙

주제가
- 여는 노래: 〈키키코코〉[2]
- 닫는 노래: 〈프랭키와 친구들〉
  - 작사·작곡·노래: 라이너스의 담요

지원·협력
- 제작 지원: 농림축산식품부, 농림수산식품교육문화정보원
- 제작 협력: 한국쌀가공식품협회, 떡볶이연구소, 농협 쌀박물관, 식생활국민네트워크, 거북이북스, 어나더레인보우, 밀양본차이나, 핸즈, 세일피엔지 글로벌

종합 편집
- HD 편집: 서울애니메이션센터, 전대현, 함종민
- 편집 감독: 홍종만, 김영흠
- 컴퓨터 그래픽: 신정원
- 연출: 이순주
- 기획: KBS 한국방송
- 제작: 리퀴드 브레인 스튜디오

## 방영 목록

### 2012년
| 회차 | 방영일    | 부제                      | 관련 음식              |
| ---- | --------- | ------------------------- | ---------------------- |
| 1화  | 5월 29일  | 딸기가 없어졌어요         | 딸기                   |
| 1화  | 5월 29일  | 빨간 콩의 습격            | 단팥빵                 |
| 1화  | 5월 29일  | 쌀이 된 프랭키            | 쌀밥                   |
| 2화  | 6월 5일   | 똑똑해지는 비법           | 쌀밥                   |
| 2화  | 6월 5일   | 내가 먹었어               | 식혜                   |
| 2화  | 6월 5일   | 마법의 요리책             | 파이                   |
| 3화  | 6월 12일  | 황금빛 마법거름           | 당근케익               |
| 3화  | 6월 12일  | 밥피자라구                | 현미로 만든 밥피자     |
| 3화  | 6월 12일  | 눈사람이 된 프랭키        | 꿀 유자차와 호빵       |
| 4화  | 6월 19일  | 손오공과 솜사탕           | 솜사탕                 |
| 4화  | 6월 19일  | 숲속에서 들리는 통통통    | 복숭아를 넣은 만두     |
| 4화  | 6월 19일  | 이게 다 콩 때문이야       | 콩밥과 콩요리          |
| 5화  | 6월 26일  | 퐁의 움직이는 그림        | 딸기 케익, 단호박 케익 |
| 5화  | 6월 26일  | 블루베리와 안경           | 블루베리               |
| 5화  | 6월 26일  | 서커스가 보고 싶어        | 김밥                   |
| 6화  | 7월 3일   | 못찾겠다 꾀꼬리           | 산딸기 양갱            |
| 6화  | 7월 3일   | 붕어빵이 좋아             | 붕어빵                 |
| 6화  | 7월 3일   | 피노키오야 울지마         | 파스타                 |
| 7화  | 7월 10일  | 화장실이 무서워           | -                      |
| 7화  | 7월 10일  | 벌꿀 소동                 | 꿀차                   |
| 7화  | 7월 10일  | 토란밭의 개구리 왕자      | 토란병                 |
| 8화  | 7월 17일  | 앗 방귀가 뽕              | 비빔밥                 |
| 8화  | 7월 17일  | 열려라 호두과자           | 호두과자               |
| 8화  | 7월 17일  | 쿠키를 만들자             | 쌀 쿠키                |
| 9화  | 7월 24일  | 봄비가 내려요             | 부침개                 |
| 9화  | 7월 24일  | 초순이를 지켜라           | 부추                   |
| 9화  | 7월 24일  | 물고기가 왔어요           | -                      |
| 10화 | 8월 7일   | 피노키오의 맛있는 치즈    | 수제 치즈, 피자        |
| 10화 | 8월 7일   | 키가 커지고 싶어          | 두부                   |
| 10화 | 8월 7일   | 꽃 모자 소동              | -                      |
| 11화 | 8월 14일  | 너랑 말 안 해             | -                      |
| 11화 | 8월 14일  | 어른이 되고 싶어          | -                      |
| 11화 | 8월 14일  | 보물을 찾아라             | 복숭아                 |
| 12화 | 8월 21일  | 뽕나무와 방귀벌레         | 오디파이               |
| 12화 | 8월 21일  | 못 참겠어 토마토          | 토마토                 |
| 12화 | 8월 21일  | 민들레 씨를 불자          | -                      |
| 13화 | 8월 28일  | 청소요정 브라우니         | 초코우유               |
| 13화 | 8월 28일  | 프랭키 코가 없어졌어요    | -                      |
| 13화 | 8월 28일  | 땅 속에 사는 농부         | 고구마                 |
| 14화 | 9월 4일   | 모기를 잡아줘 쿠앙        | -                      |
| 14화 | 9월 4일   | 우와 첫눈이다             | -                      |
| 14화 | 9월 4일   | 크리스마스 선물           | 현미 케익              |
| 15화 | 9월 11일  | 맛있는 떡볶이가 왔어요    | 떡볶이                 |
| 15화 | 9월 11일  | 신나는 춤을 춰요          | -                      |
| 15화 | 9월 11일  | 누룩 꽃이 피었어요        | 메주                   |
| 16화 | 9월 18일  | 귀신 대 소동              | -                      |
| 16화 | 9월 18일  | 반지가 안 빠져            | -                      |
| 16화 | 9월 18일  | 종이비행기를 날리자       | -                      |
| 17화 | 9월 29일  | 신데렐라와 아몬드         | 아몬드                 |
| 17화 | 9월 29일  | 내 스프링 의자            | -                      |
| 17화 | 9월 29일  | 브로콜리와 빛의 요정      | 브로콜리               |
| 18화 | 10월 13일 | 우리가 키울 거야          | 두유                   |
| 18화 | 10월 13일 | 내 친구 티라노            | -                      |
| 19화 | 10월 20일 | 충치가 생겼어요           | 사과                   |
| 19화 | 10월 20일 | 무지개는 어떤 맛일까      | 무지개떡               |
| 19화 | 10월 20일 | 내 피부를 부탁해          | 파프리카 샐러드        |
| 20화 | 10월 27일 | 퇴비를 만들자             | -                      |
| 20화 | 10월 27일 | 자꾸 생각나 떡볶이        | 떡볶이                 |
| 20화 | 10월 27일 | 나만의 집을 만들자        | 버섯꼬치구이           |
| 21화 | 11월 3일  | 씻는 건 너무 귀찮아       | -                      |
| 21화 | 11월 3일  | 더워 더워                 | -                      |
| 21화 | 11월 3일  | 따끔따끔 밤송이           | 군밤                   |
| 22화 | 11월 10일 | 안녕 허수아비야           | 메밀묵                 |
| 22화 | 11월 10일 | 또 먹고 싶어 누룽지       | 누룽지, 숭늉           |
| 22화 | 11월 10일 | 겨울에 피는 꽃            | 호빵                   |
| 23화 | 11월 17일 | 리자를 처음 만난 날       | -                      |
| 23화 | 11월 17일 | 뚜 카레라이스를 만들어 줘 | 카레라이스             |
| 23화 | 11월 17일 | 오리와 뚜                 | -                      |
| 24화 | 11월 24일 | 돌아온 개구리 왕자        | -                      |
| 24화 | 11월 24일 | 산삼을 발견했어요         | 도라지                 |
| 24화 | 11월 24일 | 내 마음을 받아줘          | 우유                   |
| 25화 | 12월 1일  | 봄을 배달하자             | 비빔밥                 |
| 25화 | 12월 1일  | 팥죽 만드는 날            | 팥죽                   |
| 25화 | 12월 1일  | 군것질은 이제 그만        | 파프리카               |
| 26화 | 12월 8일  | 대롱대롱 대롱이           | -                      |
| 26화 | 12월 8일  | 김치가 다 어디로 갔을까?  | 김치                   |
| 26화 | 12월 8일  | 야채를 맛있게 먹는 법     | 채소주스               |